# Julius H. W. Kraft
Julius H. W. Kraft (* 3. Januar 1917 in Bremen; † 31. März 2008 in Kirchseelte
(Landkreis Oldenburg, Niedersachsen)) war ein deutscher Autor und Initiator der 1973 gegründeten Interessengemeinschaft Bauernhaus, die sich den Erhalt und die Pflege alter dorfbildprägender Fachwerkhäuser und damit den Erhalt und die Pflege der ländlichen Hauslandschaft in ganz Deutschland zum Ziel gesetzt hat. Er hat viele Jahre in Kirchseelte gelebt und gearbeitet.

## Leben
Kraft stammte aus einer Bremer Handwerkerfamilie. Sein Vater war Treppen- und Bootsbauer, seine Mutter Wäscherin. Kraft ist in Bremen aufgewachsen und besuchte dort bis 1931 die Schule. Anschließend machte er eine Lehre als Zimmermann und ging ab 1937 „auf Wanderschaft“, unter anderem in Österreich und im damaligen Sudetengau. Nach der Währungsreform 1949 machte er sich selbstständig. 
1959 kaufte er zusammen mit seiner Frau Gertrud eine heruntergekommene aufgelassene Köthnerstelle in Kirchseelte (damals Landkreis Grafschaft Hoya, heute Landkreis Oldenburg), renovierte und nutzte sie im denkmalpflegerischen Sinn. Er sammelte Erfahrungen, indem er viele Instandsetzungs- und Erhaltungsmaßnahmen in Eigenleistung durchführte, zumal es damals im ländlichen Raum kaum Handwerker gab, die ein altes Haus nach seinen Vorstellungen fachgerecht hätten in Ordnung bringen können und wollen.

## Wirken
Nach den eigenen Erfahrungen bei der Restaurierung des alten Bauernhauses gründete Kraft 1973 zusammen mit 75 Bauernhausfreunden in Privatinitiative die „Interessengemeinschaft Bauernhaus“ (IGB), damals noch unter dem Namen „Interessengemeinschaft Bauernhaus Grafschaft Hoya e.V.“. Ziel war es, Denkanstöße zu geben, um der Zerstörung jahrhundertealten Kulturgutes im ländlichen Raum entgegenzuwirken. Gleichzeitig wollte die IGB auch handwerklich umsetzbare Hilfestellungen für Instandsetzungs- und Erhaltungsmaßnahmen geben, um an der Ortsbilderhaltung mitzuwirken. Es ging um die Wertschätzung des Regionaltypischen und darum, Identifikationsmöglichkeiten zu schaffen. Der Wert historischer ländlicher Bauten sollte bewusst gemacht und zum Erkennen ihres Wertes beigetragen werden.
Im Denkmalschutzjahr 1975 brachte er das Mitteilungsblatt „Der Holznagel“ als Mitgliederzeitschrift der IGB heraus. Die Zeitschrift stand unter dem Motto: „Der Holznagel verbindet – Der Holznagel hält zusammen – Der Holznagel hält fest.“. Jahrzehntelang leitete Kraft die Redaktion, schrieb viele Artikel selbst und steuerte Zeichnungen und Fotos bei. So konnten in schriftlicher Form die immer zahlreicher werdenden Mitglieder erreicht und die Ziele der IGB umgesetzt werden.

## Auszeichnungen/Ehrungen
- 1980: Deutscher Preis für Denkmalschutz (Deutsches Nationalkomitee für Denkmalschutz)
- 1991: Landschaftsmedaille der Oldenburgischen Landschaft
- 1992: stiftete die IGB den Julius-H.-W.-Kraft-Preis